# Mark Heese
Mark Heese (Toronto, 15 augustus 1969) is een voormalig Canadees beachvolleyballer. Met John Child nam hij deel aan drie opeenvolgende Olympische Spelen en won hij in 1996 de bronzen medaille.

## Carrière

### 1992 tot en met 1999
Heese debuteerde in 1992 met Mike Chaloupka in Almería in de FIVB World Tour en in 1994 speelde hij twee internationale wedstrijden met Franki Blassi. Van 1995 tot en met 2005 vormde Heese een team met John Child. Het eerste jaar namen ze deel aan zestien internationale toernooien waarbij ze dertien toptienklasseringen behaalden; in Oostende, La Baule en Kaapstad eindigde het duo als derde. In 1996 boekten ze in aanloop naar de Olympische Spelen in Atlanta de overwinning in Berlijn en een derde plek in Rio de Janeiro. In Atlanta bereikten Heese en Child de halve finale. Deze werd verloren van de latere Amerikaanse kampioenen Karch Kiraly en Kent Steffes. In de troostfinale versloegen ze de Portugezen Miguel Maia en João Brenha waardoor ze de bronzen medaille wonnen. Na afloop speelden ze acht wedstrijden in de World Tour met twee tweede plaatsen (Espinho en Tenerife) als resultaat.
Het daaropvolgende seizoen was het tweetal actief op acht reguliere toernooien. Ze eindigden vijfmaal in de top tien en in Esphino met een derde plaats tevens op het podium. Daarnaast deden Heese en Child in Los Angeles mee aan de eerste officiële wereldkampioenschappen, waar ze in de achtste finale werden uitgeschakeld door het Braziliaanse duo Zé Marco en Emanuel Rego. In 1998 waren ze actief op tien toernooien in de World Tour en behaalden ze acht toptienklasseringen. In Alanya eindigde het duo als tweede en in Oostende als derde. Bij de Goodwill Games in New York eindigden ze daarnaast als zesde. Het jaar daarop nam het duo deel aan twaalf FIVB-toernooien. Ze behaalden onder meer een vierde plaats (Berlijn) en twee vijfde plaatsen (Mar del Plata en Stavanger). Bij de WK in Marseille verloren Heese en Child in de derde ronde van de Amerikanen Kiraly en Adam Johnson en in de vierde herkansingsronde werden ze definitief uitgeschakeld door het Australische duo Julien Prosser en Lee Zahner.

### 2000 tot en met 2008
In 2000 speelde het tweetal in aanloop naar de Olympische Spelen in Sydney twaalf internationale wedstrijden. Ze behaalden een tweede plaats in Toronto, een derde plaats in Lignano en een vierde plaats in Espinho. In Sydney bereikten Heese en Child de kwartfinale die ze verloren van de Brazilianen Zé Marco en Ricardo Santos, waardoor ze als vijfde eindigden. Het seizoen daarop werden ze bij de WK in Klagenfurt in de zestiende finale uitgeschakeld door Maia en Brenha. Bij de zeven overige FIVB-toernooien eindigde het duo vijfmaal in de top tien; in Tenerife en Stavanger werden ze vierde en in Gstaad en Berlijn vijfde. Daarnaast namen ze in Brisbane deel aan de Goodwill Games, waar ze niet verder kwamen dan een dertiende plaats. In 2002 speelden Heese en Child negen internationale wedstrijden met acht toptienklasseringen als resultaat. Ze behaalden een tweede plaats (Montreal), een vierde plaats (Berlijn) en vier vijfde plaatsen (Gstaad, Espinho, Klagenfurt en Cádiz).
Het daaropvolgende jaar deden ze in aanloop naar de WK in Rio mee aan vijf toernooien in de World Tour met een vierde plaats in Rodos als beste resultaat. In Rio kwam het duo niet verder dan de groepsfase. Daarnaast speelde Heese twee wedstrijden met Ahren Cadieux in de World Tour. In 2004 behaalden ze bij acht FIVB-toernooien slechts een toptienklassering; in Espinho werden ze vijfde. Bij de Olympische Spelen in Athene bereikten Heese en Child desalniettemin opnieuw de kwartfinale die ze verloren van de Spanjaarden Javier Bosma en Pablo Herrera. Het jaar daarop vormde Heese een team met Cadieux. Het duo kwam tien wedstrijden niet verder dan een vijfde plaats in Shanghai en een negende plaats in Kaapstad. Daarnaast nam hij met Child deel aan twee internationale toernooien, waaronder de WK in Berlijn. Daar moesten ze na het verlies tegen het Zweedse duo Björn Berg en Robert Svensson in de eerste ronde wegens een blessure opgeven. Verder behaalde Heese een negende plaats in Espinho met Richard van Huizen met wie hij het seizoen erop zou spelen.
Heese en van Huizen namen deel aan negen FIVB-toernooien met als beste resultaat een negende plaats in Stare Jabłonki. Eind 2006 vormde Heese opnieuw een team met Cadieux en het duo speelde dat jaar nog twee wedstrijden. Het daaropvolgende seizoen deden ze mee aan dertien reguliere toernooien in de World Tour waarbij ze drie toptienklasseringen behaalden. Ze bereikten eenmaal de kwartfinales (Zagreb) en tweemaal de achtste finales (Espinho en Montreal). Bij de WK in Gstaad werden Heese en Cadieux in de zestiende finale uitgeschakeld door het Amerikaanse tweetal Jacob Gibb en Sean Rosenthal. In 2008 namen ze deel aan tien internationale toernooien met twee negende plaatsen (Shanghai en Stare Jabłonki) als beste resultaat. In juli speelde Heese in Marseille zijn laatste professionele wedstrijd in de World Tour.

## Palmares
Kampioenschappen
- 1996:  OS
- 1997: 9e WK
- 1999: 9e WK
- 2000: 5e OS
- 2004: 5e OS

FIVB World Tour
- 1995:  Oostende Open
- 1995:  La Baule Open
- 1995:  Kaapstad Open

- 1996:  Rio de Janeiro Open
- 1996:  World Series Berlijn
- 1996:  Grand Slam Espinho
- 1996:  World Series Tenerife
- 1997:  Grand Slam Espinho
- 1998:  Oostende Open
- 1998:  Alanya Open
- 2000:  Toronto Open
- 2000:  Lignano Open
- 2002:  Montreal Open